# Aurelio Valerio Valente
Aurelio Valerio Valente (latino: Aurelius Valerius Valens; ... – dopo il marzo 317) è stato un generale e politico romano imperatore dal dicembre 316 al marzo 317, collega di Licinio e avversario di Costantino I.

## Biografia
Valente era stato dux limitis in Dacia, quando venne nominato co-imperatore da Licinio, nel 316 (cesare secondo Zosimo). L'elezione di Valente era un attacco diretto a Costantino, collega di Licinio, e stava quindi a significare che Licinio non riconosceva più il figlio di Costanzo Cloro, col quale aveva stretto un'alleanza nel 313.
La guerra fu inevitabile: Licinio e Valente affrontarono Costantino nella battaglia di Mardia, ma furono sconfitti. Il 1º marzo 317 Costantino firmò la pace con Licinio, ma una delle clausole era la condanna a morte di Valente, che venne eseguita qualche tempo dopo.
Licinio avrebbe in seguito tentato di eleggere un collega al posto di Costantino una seconda volta, con Sesto Martiniano, ma anche questa volta con scarsa fortuna.